# Potosi, Missouri
Potosi är en stad i Washington County, Missouri.

## Befolkningsstorlek
Potosi hade vid folkräkningen 2010 2 660 invånare.

## Historia
Stadens ursprung ligger i ett gruvsamhälle, Mine au Breton som bildades någon gång mellan 1760 och 1780 i vad som då var spanska Louisiana. I slutet på 1700-talet när blygruvorna expanderade ändrades samhällets namn till det nuvarande, efter silvergruvstaden Potosí i Bolivia. Orten fick stadsrättigheter 1826.

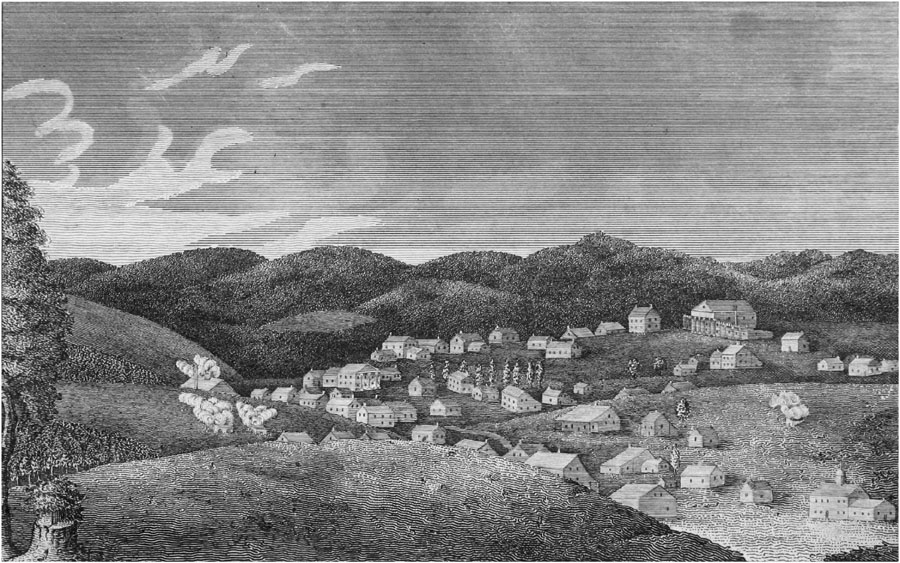
Potosi 1819.